# Жан-Жозеф, Эрнст
Э́рнст Жан-Жо́зеф (фр. Ernst Jean-Joseph; 11 июня 1948, Кап-Аитьен — 14 августа 2020) — гаитянский футболист, игрок сборной Гаити. Первый игрок в истории чемпионатов мира, уличённый в применении допинга.

## Клубная карьера
Большую часть карьеры Жан-Жозеф провёл в составе местной гаитянской команды «Вьолетт». В конце карьеры один сезон провёл в американском клубе «Чикаго Стинг».

## Международная карьера
В сборной Гаити дебютировал в 1972 году. В составе сборной выиграл в 1973 году чемпионат наций КОНКАКАФ, что дало гаитянцам право выступить на чемпионате мира в ФРГ. На чемпионате мира участвовал в дебютном матче своей сборной против итальянцев, который гаитяне проиграли 1:3. Перед вторым матчем с поляками был уличен в применении эфедрина. Несмотря на заявления о том, что этот препарат используется футболистом для лечения астмы, Жан-Жозеф был исключён из сборной и в сопровождении тонтон-макутов отправлен на родину.
Карьеру в сборной завершил в 1980 году после того, как гаитяне не смогли квалифицироваться на чемпионат мира 1982 года.